# Niphoparmenoides tanganjicae
Niphoparmenoides tanganjicae är en skalbaggsart som beskrevs av Stefan von Breuning 1978. Niphoparmenoides tanganjicae ingår i släktet Niphoparmenoides och familjen långhorningar. Inga underarter finns listade i Catalogue of Life.